# Metacafe
Metacafe è una piattaforma di video sharing incentrata su video di breve durata su film, videogiochi, sport, musica e programmi televisivi.
La sede principale della società si trova a San Francisco, in California, ma è presente anche un ufficio a Los Angeles. Metacafe è stata acquisita da Collective Digital Services nel 2012.
Nei suoi primi anni, Metacafe era simile ad altri siti di video sharing come YouTube o Dailymotion, ma da allora il suo contenuto si è spostato verso un genere di brevi video dedicati all'intrattenimento. I partner della società erano fornitori di contenuti per tendoni come grandi studi cinematografici, editori di videogiochi, reti televisive via cavo, etichette musicali e campionati sportivi.
Il sito è supportato dalla pubblicità, in stretta collaborazione con marchi nei settori dell'intrattenimento, dell'elettronica di consumo, delle telecomunicazioni, dei beni di consumo confezionati, del food and beverage e del settore automobilistico.

## Statistiche
Secondo un'analisi indotta a marzo 2012 da ComScore, Metacafe ha catturato l'attenzione di più di 13 milioni di utenti connessi ogni mese solamente negli Stati Uniti, mentre sono presenti sulla piattaforma più di 53 milioni di video. Inoltre l'audience globale del sito, totalizza più di 40 milioni di utenti connessi ogni mese.

## Storia
Metacafe è stata fondata a luglio 2003 a Tel Aviv, da due imprenditori israeliani, Eyal Hertzog (direttore tecnico) e Arik Czerniak (Amministratore delegato) la quale raccolsero 3 milioni di dollari da Benchmark. A giugno 2006, la compagnia chiuse i finanziamenti di capitale con una quota intorno ai 12 milioni di dollari. Tra gli investitori era presente anche Accel Partners. A settembre dello stesso anno, la compagnia spostò la sua sede principale a Palo Alto, in California. A ottobre 2006, secondo ComScore, Metacafe si è classificata al terzo posto tra i siti di video sharing più grandi al mondo.
Nel 2007, Erick Hachenburg che precedentemente aveva lavorato da Electronic Arts come , diventa il nuovo CEO dell'azienda.
A giugno 2012, è stato riportato che Metacafe era stato acquisito da The Collective, un'agenzia di talenti digitali. Nonostante i termini dell'accordo non sono mai stati pubblicati, un'ipotesi plausibile suggeriva che l'importo pagato era significativamente inferiore rispetto al totale dell'investimento in Metacafe fino ad oggi. Dopo l'acquisizione, Hachenburg decise di lasciare l'azienda.

## Producer Rewards
A ottobre 2006, Metacafe annuncia i suoi Producer Rewards, un sistema in cui i creatori di video vengono pagati per i loro contenuti originali. Attraverso questo nuovo sistema, qualsiasi video che è stato visualizzato un minimo di 20.000 volte, ottiene un rating del video pari a 3.00 o superiore, ogni 1 000 visualizzazioni equivalgono a 5$. Le visualizzazioni pagate erano valide soltanto per i video statunitensi.
Questo sistema ebbe molto successo, tanto che alcuni dei creatori della piattaforma apparvero in televisione: come ad esempio il video intitolato "Can Toss", oppure un mini-frigo modificato che lanciava la birra (titolo originale dell'invenzione: Beer Launching Fridge), la quale apparve al David Letterman Show, ed infine la serie di video "Ron Paul Girl" di Liv Films, la quale andò in onda su Fox News e CNN.
Metacafe ha svolto collaborazioni con importanti autori televisivi come Steven Bochco (Hill Street giorno e notte, L.A. Law - Avvocati a Los Angeles) con la serie Cafe Confidential, composta da 44 webisodi, il programma vedeva gli adolescenti e i ventenni confidare le proprie storie semi-autobiografiche. Grazie ai video molto brevi, ripresi da vicino, sono stati tratti da interviste a più di 100 persone che parlavano dei propri momenti memorabili.
Alla fine del 2008, Producer Rewards è stato notevolmente ridotto prima di chiudere definitivamente a causa di una mancanza di redditività dimostrabile. Una volta che il sistema chiuse i battenti, alcuni creatori di contenuti come Kipkay si spostarono su YouTube.